# Prinia sonitans
Prinia sonitans, "kinesisk prinia", är en fågelart i familjen cistikolor inom ordningen tättingar.

## Utbredning och systematik
Fågeln förekommer i sydöstra Kina, nordöstra Vietnam samt på Taiwan. Den betraktas oftast som underart till gulbukig prinia (Prinia flaviventris) men urskiljs sedan 2016 som egen art av Birdlife International och IUCN.

## Status
Den kategoriseras av IUCN som livskraftig.